# Semora infranotata
Semora infranotata är en spindelart som beskrevs av Cândido Firmino de Mello-Leitão 1945. 
Semora infranotata ingår i släktet Semora och familjen hoppspindlar. Inga underarter finns listade i Catalogue of Life.